# Abschiedsvorlesung
Unter Abschiedsvorlesung (auch Lectio valedictoria genannt) versteht man die letzte Vorlesung einer Lehrperson an einer Universität. Diese von vielen Universitäten der Vereinigten Staaten gepflegte Tradition der „last lecture“ gab es vereinzelt zwar schon an europäischen akademischen Lehranstalten, wird aber erst seit etwa den 1960er Jahren zunehmend auch von einzelnen Fakultäten und Fachbereichen deutscher Universitäten praktiziert.
Im Regelfall dauert der Vortrag 45 Minuten (die akademische Stundeneinheit) und bietet – nach Begrüßung und Einleitung durch den Dekan – Reflexionen aus der Lehr- und Forschungstätigkeit des Vortragenden zu einem Thema seiner Wahl. Die Veranstaltung endet meist mit einem Empfang für die anwesenden Professorenkollegen, Assistenten und Mitarbeiter, Studierenden und eingeladenen Gäste.
Besondere Bekanntheit erreichte die wortwörtliche „last lecture“ des Informatikprofessors Randy Pausch (Carnegie Mellon University), die er kurz vor seinem Tod hielt.